# Бруклин 9-9
Бруклин 9-9 (енгл. Brooklyn Nine-Nine) америчка је телевизијска комедија ситуације коју је првобитно приказивао Fox, а потом NBC. Приказивана је од 17. септембра 2013. до 16. септембра 2021. године, а састоји се од осам сезона и 153 епизоде. Аутори серије су Ден Гур и Мајкл Шур, док се радња врти око седам детектива Полицијске управе Њујорка који се прилагођавају животу под палицом свог новог команданта, озбиљног и строгог капетана Рејмонда Холта (Андре Брауер).
Добила је позитивне рецензије критичара. Прва сезона је освојила награду Златни глобус за најбољу ТВ серију у категорији мјузикла или комедије, док је исте ноћи Енди Семберг освојио награду Златни глобус за најбољег глумца у ТВ мјузиклу или комедији. Брауер је четири пута био номинован за награду Еми за најбољег споредног глумца у хумористичкој серији, а двапут је освојио награду телевизијских критичара за најбољег споредног глумца у хумористичкој серији. Серија је такође добила посебне похвале због приказивања озбиљних проблема, уз задржавање смисла за хумор. Због приказивања особа ЛГБТ+ заједнице, освојила је медијску награду ГЛААД за најбољу хумористичку серију.

## Радња
Смештена у измишљеној 99. станици Полицијске управе Њујорка у Бруклину, серија прати тим детектива на челу са озбиљним интелектуалцем капетаном Рејмондом Холтом, који је одабран за њиховог новог команданта у првој епизоди.

## Улоге
| Глумац             | Улога          |
| ------------------ | -------------- |
| Енди Семберг       | Џејк Пералта   |
| Стефани Беатрис    | Роса Дијаз     |
| Тери Круз          | Тери Џефордс   |
| Мелиса Фумеро      | Ејми Сантијаго |
| Џо Ло Труљо        | Чарлс Бојл     |
| Челси Перети       | Џина Линети    |
| Андре Брауер       | Рејмонд Холт   |
| Дирк Блокер        | Мајкл Хичкок   |
| Џоел Макинон Милер | Норм Скали     |

## Епизоде
| Сезона | Сезона | Епизоде | Епизоде | Оригинално емитовање | Оригинално емитовање | Оригинално емитовање |
| Сезона | Сезона | Епизоде | Епизоде | Премијера            | Финале               | Мрежа                |
| ------ | ------ | ------- | ------- | -------------------- | -------------------- | -------------------- |
|        | 1.     | 22      | 22      | 17. септембар 2013.  | 25. март 2014.       |                      |
|        | 2.     | 23      | 23      | 28. септембар 2014.  | 17. мај 2015.        |                      |
|        | 3.     | 23      | 23      | 27. септембар 2015.  | 19. април 2016.      |                      |
|        | 4.     | 22      | 22      | 20. септембар 2016.  | 23. мај 2017.        |                      |
|        | 5.     | 22      | 22      | 26. септембар 2017.  | 20. мај 2018.        |                      |
|        | 6.     | 18      | 18      | 10. јануар 2019.     | 16. мај 2019.        |                      |
|        | 7.     | 13      | 13      | 6. фебруар 2020.     | 23. април 2020.      |                      |
|        | 8.     | 10      | 10      | 12. август 2021.     | 16. септембар 2021.  |                      |